# 28. nordlige breddekreds
Den 28. nordlige breddekreds (eller 28 grader nordlig bredde) er en breddekreds, der ligger 28 grader nord for ækvator. Den løber gennem Afrika, Asien, Stillehavet, Nordamerika og Atlanterhavet.